# Ortogonalne grupy ochronne
Ortogonalne grupy ochronne – grupy ochronne związku wielofunkcyjnego, które mogą być usuwane w sposób od siebie niezależny (np. grupy kwaso- i zasadolabilne usuwane odpowiednio za pomocą kwasów i zasad). Strategię tę wprowadził w 1977 roku Robert Bruce Merrifield w celu syntezy peptydów, skąd szybko zapożyczona została do chemicznej syntezy oligonukleotydów. Obecnie strategia ortogonalnych grup ochronnych stosowana jest powszechnie w syntezie chemicznej.